# 2019冠状病毒病福建省疫情
| 地区                                                          | 现存确诊 | 累计确诊 | 死亡 | 治愈 |
| 福建省                                                        | 23       | 12,191   | 1    | 1533 |
| ------------------------------------------------------------- | -------- | -------- | ---- | ---- |
| 厦门市                                                        | 10       | 1,000    | 0    | 277  |
| 莆田市                                                        | 0        | 261      | 0    | 261  |
| 泉州市                                                        | 154      | 1,000    | 0    | 71   |
| 福州市                                                        | 0        | 500      | 1    | 71   |
| 宁德市                                                        | 1        | 100      | 0    | 26   |
| 漳州市                                                        | 0        | 100      | 0    | 23   |
| 南平市                                                        | 0        | 100      | 0    | 20   |
| 三明市                                                        | 1        | 100      | 0    | 14   |
| 龙岩市                                                        | 0        | 100      | 0    | 6    |
| 境外输入人员                                                  | 23       | 833      | 0    | 764  |
| 截至2022年3月16日24时（確診個案數據包含已痊癒病例和死亡病例） |          |          |      |      |

2019冠状病毒病福建省疫情，介绍2019冠状病毒病疫情中，在中华人民共和国福建省发生的情况。截至2021年11月8日24时，福建省累计报告本地确诊病例768例，已治愈出院767例，目前住院0例，死亡病例1例；现有报告本地疑似病例0例；现有本土无症状感染者尚在接受集中隔离医学观察0例。累计报告境外输入确诊病例546例，目前住院23例，无死亡病例；现有报告境外输入疑似病例0例；现有报告境外输入无症状感染者尚在接受集中隔离医学观察7例。

## 2020年

### 1月
2020年1月22日，国家卫生健康委确认福建省首例输入性新型冠状病毒感染的肺炎确诊病例。
1月23日11时，福建省报告新增输入性新型冠状病毒感染的肺炎3例。其中：厦门市、泉州市、宁德市分别报告1例确诊病例，均为当地首例确诊病例。16时，福建省报告新增输入性新型冠状病毒感染的肺炎1例确诊病例和2例疑似病例，其中福州市新增1例确诊病例，厦门市新增2例疑似病例。新增患者均为武汉返乡人员，目前患者病情平稳，正在接受隔离治疗，追踪到的密切接触者正在接受医学观察。
1月24日10时，福建省报告新增输入性新型冠状病毒感染的肺炎确诊病例4例，其中福州市新增确诊病例2例，厦门市新增确诊病例2例。14时，再次通报新增确诊病例1例，为福州市患者。
1月25日，福建省報告新增輸入性新型冠狀病毒感染的肺炎確診病例8例，其中福州市1例、漳州市3例、泉州市2例、三明市1例、寧德市1例。截至1月25日，福建省累計報告輸入性新型冠狀病毒感染的肺炎確診病例18例。
1月26日14时，福建省报告新增输入性新型冠状病毒感染的肺炎确诊病例11例，其中福州市4例、厦门市1例、漳州市1例、泉州市1例、三明市3例、宁德市1例。19时再次通报新增确诊病例6例，其中福州市3例、莆田市1例、泉州市1例、南平市1例。連江縣進行交通管制。
1月27日，福建省報告新增輸入性新型冠狀病毒感染的肺炎確診病例21例，其中福州市4例、泉州市5例、莆田市8例、南平市1例、宁德市3例。
1月28日，福建省報告新增确诊病例14例，均为输入性病例，其中厦门市1例、泉州市3例、三明市4例、莆田市4例、南平市1例、龙岩市1例。
1月29日，福建省報告新增确诊病例2例，均为输入性病例，其中漳州市1例（诏安县1例）、三明市1例（尤溪县1例）。
1月30日，福建省報告新增确诊病例17例，均为输入性病例，其中福州市6例（晋安区2例、闽清县2例、连江县1例、闽侯县1例）、厦门市1例（湖北省武汉市1例）、泉州市5例（南安市2例、丰泽区1例、安溪县1例、石狮市1例）、三明市1例（沙县1例）、莆田市3例（城厢区1例、秀屿区1例、湖北省武汉市1例）、宁德市1例（福鼎市1例）。
1月31日，福建省報告新增确诊病例19例，其中福州市2例（福清市2例）、厦门市6例（思明区1例、湖北省武汉市5例）、漳州市1例（龙海市1例）、泉州市4例（南安市3例、丰泽区1例）、莆田市5例（城厢区3例、荔城区1例、秀屿区1例）、宁德市1例（霞浦县1例），18例为输入性病例、1例与湖北来闽人员有密切接触史。同日，廈門宣布口罩進行搖號購買。

### 2月
2月1日，福建省报告新增确诊病例24例（重症2例），其中福州市7例（晋安区1例、长乐区1例、连江县4例、福清市1例）、厦门市4例（思明区4例）、漳州市3例（芗城区3例）、泉州市2例（永春县1例、晋江市1例）、莆田市3例（城厢区1例、涵江区1例、湄洲岛北岸1例）、南平市5例（延平区1例、顺昌县1例、松溪县2例、武夷山市1例）。19例为输入性病例、5例与湖北来闽人员有密切接触史。
2月2日，福建省报告新增确诊病例15例。其中福州市5例（晋安区3例、福清市2例）；厦门市1例（集美区1例）；漳州市1例（芗城区1例）；泉州市5例（晋江市5例）；三明市1例（将乐县1例）；莆田市2例（城厢区2例）。
2月3日，福建省报告新增确诊病例20例。其中：福州市3例（福清市3例）；厦门市1例（集美区1例）；漳州市1例（芗城区1例）；泉州市2例（晋江市2例）；莆田市7例（城厢区4例、荔城区1例、仙游县2例）；南平市3例（延平区2例、武夷山市1例）；宁德市3例（霞浦县1例、周宁县2例）。
2月4日，福建省报告新增确诊病例15例。其中福州市6例（仓山区2例、晋安区2例、闽清县1例、福清市1例）；厦门市1例（思明区1例）；泉州市4例（惠安县1例、晋江市2例、南安市1例）；莆田市3例（城厢区3例）；龙岩市1例（永定区1例）。新增治愈出院病例1例。
2月4日0—24时，福建省报告新增新型冠状病毒感染的肺炎确诊病例11例。其中福州市2例（长乐区2例）；厦门市1例（思明区1例）；漳州市2例（芗城区2例）；泉州市2例（南安市2例）；莆田市1例（秀屿区1例）；南平市1例（武夷山市1例）；宁德市2例（周宁县2例）。新增治愈出院病例6例。
2月5日，晉江市英林鎮村幹部證實有男子從武漢回來後，訛稱自己是從菲律賓回來，參加大型宴席及多次外出活動，引致當地4000多人被隔離或醫學觀察，多人已確診感染。福建晋江警方已对涉事男子以涉嫌危害公共安全罪立案侦查并采取强制措施，晋江市纪委监委亦对5名履职不力责任人进行问责处理。
2月5日0—24时，福建省报告新增新型冠状病毒感染的肺炎确诊病例10例。其中福州市1例（长乐区1例）；漳州市1例（芗城区1例）；泉州市2例（晋江市2例）；莆田市4例（城厢区2例、荔城区2例）；宁德市2例（周宁县2例）。新增治愈出院病例4例。
2月6日0—24时，福建省报告新增新型冠状病毒感染的肺炎确诊病例9例。其中福州市1例（闽侯县1例）；厦门市2例（思明区1例、集美区1例）；泉州市1例（永春县1例）；三明市1例（沙县1例）；莆田市2例（城厢区2例）；龙岩市2例（永定区2例）。新增治愈出院病例4例。
2月7日0—24时，福建省报告新增新型冠状病毒肺炎确诊病例15例。其中福州市2例（鼓楼区1例、长乐区1例）；厦门市2例（思明区1例、集美区1例）；莆田市3例（城厢区3例）；南平市2例（松溪县1例、政和县1例）；龙岩市1例（永定区1例）；宁德市5例（古田县5例）。新增治愈出院病例5例。
2月8日0—24时，福建省报告新增新型冠状病毒肺炎确诊病例11例。其中福州市3例（仓山区3例）；泉州市2例（惠安县1例、南安市1例）；三明市1例（沙县1例）；南平市2例（建阳区1例、松溪县1例）；龙岩市1例（武平县1例）；宁德市2例（古田县2例）。新增治愈出院病例4例。
2月9日0—24时，福建省报告新增新型冠状病毒肺炎确诊病例11例。其中福州市1例（晋安区1例）；厦门市3例（思明区1例、集美区1例、翔安区1例）；莆田市4例（城厢区4例）；南平市2例（松溪县1例、建瓯市1例）；宁德市1例（古田县1例）。新增治愈出院病例11例。截至2月9日24时，福建省累计报告新型冠状病毒肺炎确诊病例261例（危重型8例、重型13例，无死亡病例）。其中福州市63例（鼓楼区1例、仓山区7例、晋安区9例、长乐区8例、闽侯县3例、连江县8例、罗源县1例、闽清县6例、永泰县2例、福清市15例、宁德市古田县1例、湖北省武汉市2例）；厦门市28例（思明区11例、湖里区1例、集美区5例、翔安区1例、泉州市石狮市1例、湖北省武汉市9例）；漳州市16例（芗城区9例、龙文区1例、云霄县2例、诏安县2例、东山县1例、龙海市1例）；泉州市42例（鲤城区1例、丰泽区3例、洛江区1例、惠安县2例、安溪县2例、永春县2例、石狮市2例、晋江市17例、南安市12例）；三明市13例（三元区2例、宁化县1例、尤溪县1例、沙县5例、将乐县1例、永安市3例）；莆田市51例（城厢区29例、涵江区3例、荔城区6例、秀屿区6例、湄洲湾北岸3例、仙游县4例）；南平市18例（延平区4例、建阳区1例、顺昌县1例、光泽县1例、松溪县5例、政和县1例、武夷山市3例、建瓯市1例、湖北省孝感市1例）；龙岩市6例（永定区5例、武平县1例）；宁德市24例（蕉城区3例、霞浦县4例、古田县9例、周宁县6例、福安市1例、福鼎市1例）。

### 3月
截至3月6日24时，福建省无确诊病例、无疑似病例、无住院病例，实现所有本地确诊在院病例的清零。福建全省已连续9天无新增确诊病例、无新增疑似病例、无疑似病例。福建省累计确诊病例296例，治愈295例，死亡1例。3月7日晚，被泉州市鲤城区改造为区级医学观察点的欣佳酒店发生倒塌事故。
3月19日，福建省首次报告新增境外输入新型冠状病毒肺炎确诊病例3例，其中美国1例（福州市报告）；英国1例、菲律宾1例（厦门市报告）。截至3月22日24时，福建省累计报告境外输入新型冠状病毒肺炎确诊病例17例。

### 4月
4月30日，福建省报告新增境外输入确诊病例1例。

### 5月
5月27日，福建省报告新增境外输入确诊病例1例，为厦门市报告的美国输入病例。

### 10月

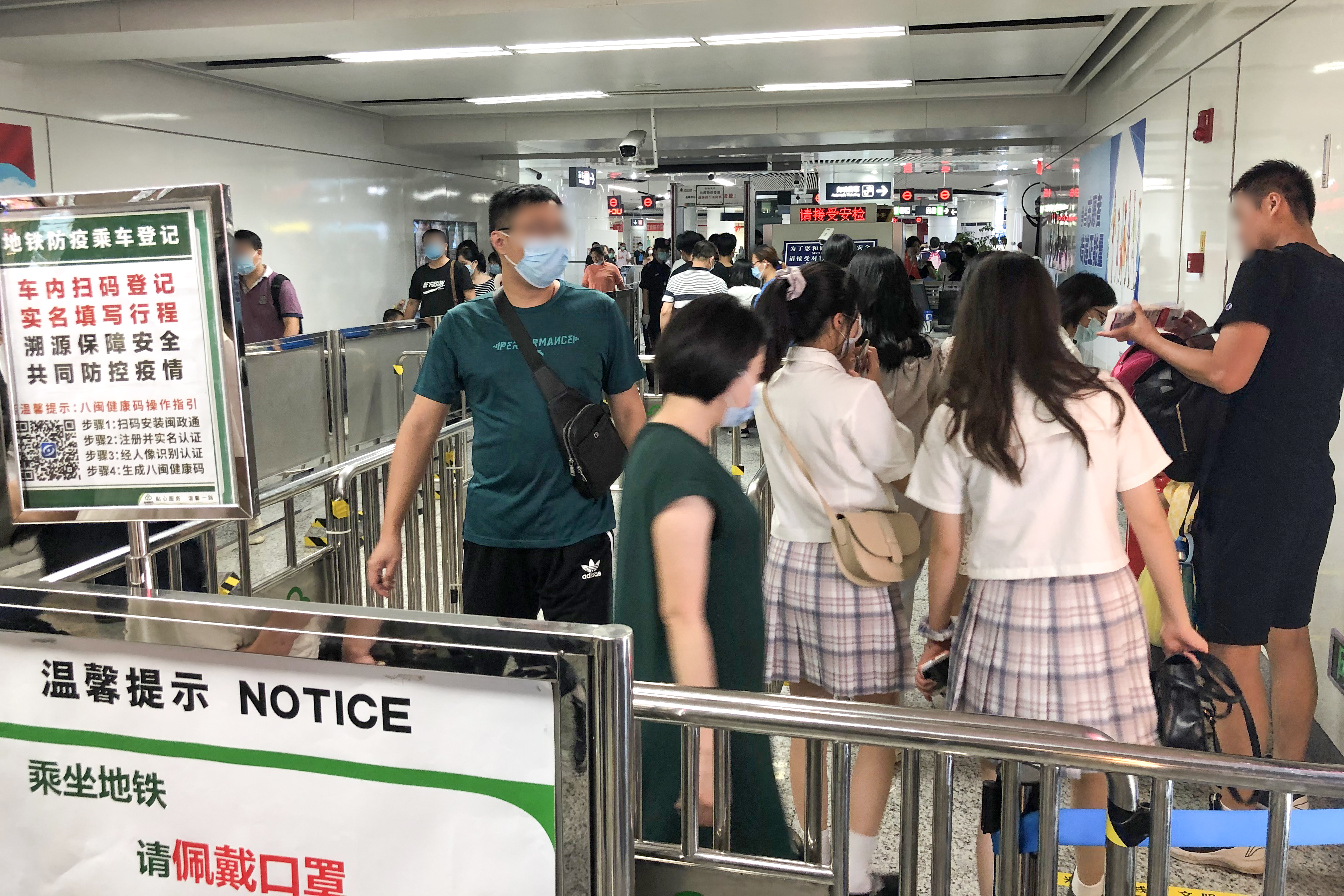
福州地铁东街口站安检区要求乘客佩戴口罩和扫码登记的告示

10月1日，福建省报告新增境外输入确诊病例2例，为尼日利亚输入（厦门市报告）；新增境外输入无症状感染者9例，其中菲律宾输入4例、墨西哥输入2例（均为福州市报告），尼日利亚输入2例、秘鲁输入1例（均为厦门市报告）；解除隔离7例。
10月2日，福建省报告新增境外输入无症状感染者1例，为印度输入（厦门市报告）；解除隔离3例。
10月3日，福建省报告新增境外输入无症状感染者4例，其中尼日利亚输入3例、俄罗斯输入1例（均为厦门市报告）；解除隔离2例。
10月7日，福建省报告新增境外输入确诊病例1例，为菲律宾输入（厦门市报告）；新增境外输入无症状感染者3例，其中：新加坡输入1例（福州市报告），菲律宾和哈萨克斯坦各输入1例（厦门市报告）；解除隔离1例。截至10月7日24时，福建省累计报告境外输入确诊病例118例。
10月10日，福建省报告新增境外输入确诊病例1例（无症状感染者转确诊），为印度尼西亚输入（福州市报告）。
10月11日，福建省报告新增境外输入确诊病例1例（无症状感染者转确诊），为印度尼西亚输入（福州市报告）。
10月15日，福建省报告新增境外输入确诊病例1例（无症状感染者转确诊），为印度尼西亚输入（福州市报告）。
10月19日，福建省报告新增境外输入确诊病例1例，为俄罗斯输入（厦门市报告）。
10月20日，福建省报告新增境外输入确诊病例1例，为马来西亚输入（厦门市报告）。
10月21日，福建省报告新增境外输入确诊病例1例。
10月22日，福建省报告新增境外输入确诊病例7例。
10月23日，福建省报告新增境外输入确诊病例2例，为菲律宾和新加坡输入（均为厦门市报告）。
10月25日，福建省报告新增境外输入确诊病例1例（无症状感染者转确诊），为俄罗斯输入（厦门市报告）。
10月26日，福建省报告新增境外输入确诊病例1例，为菲律宾输入（厦门市报告）。
10月28日，福建省报告新增境外输入确诊病例1例，为菲律宾输入（厦门市报告）。
10月29日，福建省报告新增境外输入确诊病例4例，意大利、加拿大、新加坡、菲律宾各输入1例（厦门市报告）。
10月31日，福建省报告新增境外输入确诊病例1例，为马来西亚输入（厦门市报告）。

### 11月
11月2日，福建省报告新增境外输入确诊病例4例，其中乌干达输入3例、阿联酋输入1例（均为厦门市报告）。
11月3日，福建省报告新增境外输入确诊病例2例，其中阿联酋和菲律宾各输入1例（均为厦门市报告）。
11月4日，福建省报告新增境外输入确诊病例1例，为坦桑尼亚输入（厦门市报告）。
11月5日，福建省报告新增境外输入确诊病例2例，其中美国和新加坡各输入1例（均为厦门市报告）。
11月6日，福建省报告新增境外输入确诊病例9例（由无症状感染者转确诊2例），其中印度尼西亚输入2例（均为福州市报告），约旦输入5例、匈牙利输入1例、毛里求斯输入1例（均为厦门市报告）。
11月7日，福建省报告新增境外输入确诊病例1例，为马来西亚输入（厦门市报告）。
11月9日，福建省报告新增境外输入确诊病例3例，其中冈比亚输入2例、马来西亚输入1例（均为厦门市报告）。
11月11日，福建省报告新增境外输入确诊病例1例，为阿联酋输入（厦门市报告）。
11月13日，福建省报告新增境外输入确诊病例1例，为德国输入（厦门市报告）。
11月18日，福建省报告新增境外输入确诊病例2例，为冈比亚、阿拉伯联合酋长国输入（厦门市报告）。
11月19日，福建省报告新增境外输入确诊病例6例，其中俄罗斯输入5例、约旦输入1例（均为厦门市报告）。
11月21日，福建省报告新增境外输入确诊病例4例，为俄罗斯输入（厦门市报告）。
11月22日，福建省报告新增境外输入确诊病例1例（无症状感染者转确诊），为俄罗斯联邦输入（厦门市报告）。
11月23日，福建省报告新增境外输入确诊病例4例（无症状感染者转确诊2例），其中：俄罗斯输入2例（厦门市报告），日本和香港特别行政区各输入1例（均为福州市报告）。
11月24日，福建省报告新增境外输入确诊病例1例，为俄罗斯输入（厦门市报告）。
11月25日，福建省报告新增境外输入确诊病例1例，为俄罗斯输入（厦门市报告）。
11月26日，福建省报告新增境外输入确诊病例1例，为俄罗斯输入（厦门市报告）。
11月27日，福建省报告新增境外输入确诊病例2例（无症状感染者转确诊1例），其中俄罗斯输入1例（厦门市报告），印度尼西亚输入1例（福州市报告）。
11月28日，福建省报告新增境外输入确诊病例4例，其中：俄罗斯输入3例、美国输入1例（均为厦门市报告）。
11月30日，福建省报告新增境外输入确诊病例2例，均为俄罗斯输入（厦门市报告）。

### 12月
12月1日，福建省报告新增境外输入确诊病例1例，为美国输入（厦门市报告）。
12月3日，福建省报告新增境外输入确诊病例2例，均为俄罗斯输入（厦门市报告）。
12月4日，福建省报告新增境外输入确诊病例1例，为美国输入（厦门市报告）。
12月5日，福建省报告新增境外输入确诊病例6例（无症状感染者转确诊5例），其中印度尼西亚输入4例、日本输入1例（均为福州市报告），美国输入1例（厦门市报告）。
12月6日，福建省报告新增境外输入确诊病例1例，为马来西亚输入（厦门市报告）。
12月9日，福建省报告新增境外输入确诊病例1例（无症状感染者转确诊），为日本输入（福州市报告）。
12月11日，福建省报告新增境外输入确诊病例1例（无症状感染者转确诊），为印度尼西亚输入（福州市报告）。
12月18日，福建省报告新增境外输入确诊病例1例，为格鲁吉亚输入（厦门市报告）。
12月19日，福建省报告新增境外输入确诊病例1例，为马来西亚输入（厦门市报告）。
12月20日，福建省报告新增境外输入确诊病例2例，其中：美国输入1例，加拿大输入1例（均为厦门市报告）。
12月25日，福建省报告新增境外输入确诊病例1例，为匈牙利输入（厦门市报告）。
12月28日，福建省报告新增境外输入确诊病例1例，为马来西亚输入（厦门市报告）。
12月29日，福建省报告新增境外输入确诊病例2例，美国和马来西亚各输入1例（均为厦门市报告）。
12月30日，福建省报告新增境外输入确诊病例1例，为加拿大输入（厦门市报告）。
12月31日，福建省报告新增境外输入确诊病例1例，为美国输入（厦门市报告）。

## 2021年

### 1月
1月1日，福建省报告新增境外输入确诊病例1例，为美国输入（厦门市报告）。
1月2日，福建省报告新增境外输入确诊病例2例，均为马来西亚输入（厦门市报告）。
1月3日，福建省报告新增境外输入确诊病例1例（无症状感染者转确诊），为印度尼西亚输入（福州市报告）。
1月4日，福建省报告新增境外输入确诊病例1例，为意大利输入（厦门市报告）。
1月7日，福建省报告新增境外输入确诊病例1例，为加拿大输入（厦门市报告）。
1月8日，福建省报告新增境外输入确诊病例1例，为美国输入（厦门市报告）。
1月9日，福建省报告新增境外输入确诊病例6例，均为美国输入（厦门市报告）。
1月10日，福建省报告新增境外输入确诊病例1例，为马来西亚输入（厦门市报告）。
1月11日，福建省报告新增境外输入确诊病例1例（无症状感染者转确诊），为印度尼西亚输入（福州市报告）。
1月12日，福建省报告新增境外输入确诊病例1例(无症状感染者转确诊），为意大利输入（厦门市报告）。
1月16日，福建省报告新增境外输入确诊病例2例（无症状感染者转确诊），印度尼西亚和日本各输入1例（均为福州市报告）。
1月17日，福建省报告新增境外输入确诊病例1例，为马来西亚输入（厦门市报告）。
1月19日，福建省报告新增境外输入确诊病例1例，为美国输入（厦门市报告）。
1月21日，福建省报告新增境外输入确诊病例1例（无症状感染者转确诊），为美国输入（厦门市报告）。
1月24日，福建省报告新增境外输入确诊病例1例，为匈牙利输入（厦门市报告）。
1月25日，福建省报告新增境外输入确诊病例1例(无症状感染者转确诊)，为印度尼西亚输入（福州市报告）。
1月29日，福建省报告新增境外输入确诊病例3例（无症状感染者转确诊1例），其中印度尼西亚输入1例（福州市报告），新加坡和台湾地区各输入1例（均为厦门市报告）。
1月30日，福建省报告新增境外输入确诊病例2例(无症状感染者转确诊1例) ，其中印度尼西亚输入1例（福州市报告）、美国输入1例（厦门市报告）。

### 2月
2月3日，福建省报告新增境外输入确诊病例3例，其中美国输入2例、马来西亚输入1例（均为厦门市报告）。
2月4日，福建省报告新增境外输入确诊病例1例，为美国输入（厦门市报告）。
2月8日，福建省报告新增境外输入确诊病例1例，为美国输入（厦门市报告）。
2月9日，福建省报告新增境外输入确诊病例1例，为美国输入（厦门市报告）。
2月10日，福建省报告新增境外输入确诊病例1例，为马来西亚输入（厦门市报告）。
2月21日，福建省报告新增境外输入确诊病例1例，为加拿大输入（厦门市报告）。
2月27日，福建省报告新增境外输入确诊病例2例，菲律宾和柬埔寨各输入1例（均为厦门市报告）。

### 3月
3月7日，福建省报告新增境外输入确诊病例1例，为菲律宾输入（厦门市报告）。
3月10日，福建省报告新增境外输入确诊病例1例，为澳大利亚输入（厦门市报告）。
3月13日，福建省报告新增境外输入确诊病例2例，菲律宾和台湾地区各输入1例（均为厦门市报告）。
3月14日，福建省报告新增境外输入确诊病例1例，为美国输入（厦门市报告）。
3月16日，福建省报告新增境外输入确诊病例1例，为菲律宾输入（厦门市报告）。
3月21日，福建省报告新增境外输入确诊病例2例（无症状感染者转确诊1例），其中：印度尼西亚输入1例（福州市报告）、菲律宾输入1例（厦门市报告）。
3月25日，福建省报告新增境外输入确诊病例1例，为美国输入（厦门市报告）。

### 4月
4月2日，福建省报告新增境外输入确诊病例9例（无症状感染者转确诊7例），其中：巴布亚新几内亚输入6例、日本输入1例（均为福州市报告），菲律宾输入2例（厦门市报告）。
4月3日，福建省报告新增境外输入确诊病例1例（无症状感染者转确诊），为巴布亚新几内亚输入（福州市报告）。
4月4日，福建省报告新增境外输入确诊病例1例，为菲律宾输入（厦门市报告）。
4月6日，福建省报告新增境外输入确诊病例1例(无症状感染者转确诊)，为日本输入（福州市报告）。
4月8日，福建省报告新增境外输入确诊病例1例，为菲律宾输入（厦门市报告）。
4月9日，福建省报告新增境外输入确诊病例2例，均为菲律宾输入（厦门市报告）。
4月11日，福建省报告新增境外输入确诊病例4例，其中菲律宾输入3例、罗马尼亚输入1例（均为厦门市报告）。
4月12日，福建省报告新增境外输入确诊病例1例（无症状感染者转确诊），为菲律宾输入（厦门市报告）。
4月13日，福建省报告新增境外输入确诊病例1例（无症状感染者转确诊），为日本输入（福州市报告）。
4月15日，福建省报告新增境外输入确诊病例1例，为乌克兰输入（厦门市报告）。
4月17日，福建省报告新增境外输入确诊病例1例（无症状感染者转确诊），为印度尼西亚输入（福州市报告）。
4月19日，福建省报告新增境外输入确诊病例2例，东帝汶和加纳各输入1例（均为厦门市报告）。
4月24日，福建省报告新增境外输入确诊病例3例，加纳、东帝汶、美国各输入1例（均为厦门市报告）。
4月25日，福建省报告新增境外输入确诊病例1例，为柬埔寨输入（厦门市报告）。
4月29日，福建省报告新增境外输入确诊病例1例，为柬埔寨输入（厦门市报告）。
4月30日，福建省报告新增境外输入确诊病例1例，为加纳输入（厦门市报告）。

### 5月
5月1日，福建省报告新增境外输入确诊病例1例，为马来西亚输入（厦门市报告）。
5月6日，福建省报告新增境外输入确诊病例2例，均为菲律宾输入（厦门市报告）。
5月10日，福建省报告新增境外输入确诊病例2例（由无症状感染者转确诊1例），其中：印度尼西亚输入1例（福州市报告）、乌克兰输入1例（厦门市报告）。
5月13日，福建省报告新增境外输入确诊病例1例，为柬埔寨输入（厦门市报告）。
5月17日，福建省报告新增境外输入确诊病例1例，为马来西亚输入（厦门市报告）。
5月20日，福建省报告新增境外输入确诊病例11例，均为日本输入（厦门市报告）。
5月22日，福建省报告新增境外输入确诊病例2例，均为台湾地区输入（厦门市报告）。
5月23日，福建省报告新增境外输入确诊病例1例，为台湾地区输入（厦门市报告）。
5月24日，福建省报告新增境外输入确诊病例2例，均为台湾地区输入（厦门市报告）。
5月25日，福建省报告新增境外输入确诊病例1例，为台湾地区输入（厦门市报告）。
5月26日，福建省报告新增境外输入确诊病例1例，为澳大利亚输入（厦门市报告）。
5月28日，福建省报告新增境外输入确诊病例1例，为印度尼西亚输入（福州市报告）。
5月29日，福建省报告新增境外输入确诊病例2例，柬埔寨、印度各输入1例（均为厦门市报告）。
5月30日，福建省报告新增境外输入确诊病例1例，为马来西亚输入（厦门市报告）。

### 6月
6月1日，福建省报告新增境外输入确诊病例3例（由无症状感染者转确诊1例），其中：台湾地区输入2例、美国输入1例（均为厦门市报告）。其中一名确诊患者系持核酸检测陽性證明入境。
6月2日，福建省报告新增境外输入确诊病例1例，为菲律宾输入（厦门市报告）。
6月4日，福建省报告新增境外输入确诊病例3例，其中：柬埔寨输入2例、马来西亚输入1例（均为厦门市报告）。
6月5日，福建省报告新增境外输入确诊病例1例，为澳大利亚输入（厦门市报告）。
6月7日，福建省报告新增境外输入确诊病例2例，台湾地区和英国各输入1例（均为厦门市报告）。
6月8日，福建省报告新增境外输入确诊病例1例，为台湾地区输入（厦门市报告）。
6月10日，福建省报告新增境外输入确诊病例3例（由无症状感染者转确诊1例），其中：阿根廷输入1例（福州市报告）、柬埔寨输入2例（厦门市报告）。
6月11日，福建省报告新增境外输入确诊病例1例，为爱尔兰输入（厦门市报告）。
6月12日，福建省报告新增境外输入确诊病例1例，为马来西亚输入（厦门市报告）。
6月14日，福建省报告新增境外输入确诊病例1例，为台湾地区输入（厦门市报告）。
6月16日，福建省报告新增境外输入确诊病例3例（2例为疑似病例转确诊，另1例为无症状感染者转确诊），其中：日本输入1例（福州市报告）、台湾地区输入2例（泉州市报告）。
6月17日，福建省报告新增境外输入确诊病例5例，为台湾地区输入（厦门市报告4例、漳州市报告1例）。
6月18日，福建省报告新增境外输入确诊病例4例（由无症状感染者转确诊1例），其中：印度尼西亚输入1例（福州市报告），台湾地区输入1例、菲律宾和格鲁吉亚各输入1例（均为厦门市报告）。
6月19日，福建省报告新增境外输入确诊病例1例（无症状感染者转确诊），为印度尼西亚输入（福州市报告）。
6月20日，福建省报告新增境外输入确诊病例1例，为澳大利亚输入（厦门市报告）。
6月21日，福建省报告新增境外输入确诊病例7例（无症状感染者转确诊2例），其中：日本输入1例（福州市报告）、台湾地区输入6例（厦门市报告）。
6月22日，福建省报告新增境外输入确诊病例1例，为台湾地区输入（厦门市报告）。
6月23日，福建省报告新增境外输入确诊病例1例（无症状感染者转确诊），为印度尼西亚输入（福州市报告）。
6月25日，福建省报告新增境外输入确诊病例4例，为台湾地区输入（均为厦门市报告）。
6月26日，福建省报告新增境外输入确诊病例4例（由无症状感染者转确诊1例），其中：台湾地区输入2例、菲律宾输入2例（均为厦门市报告）。
6月27日，福建省报告新增境外输入确诊病例3例，均为台湾地区输入（厦门市报告）。
6月28日，福建省报告新增境外输入确诊病例3例，其中：英国输入2例、台湾地区输入1例（均为厦门市报告）。
6月29日，福建省报告新增境外输入确诊病例2例，均为台湾地区输入（厦门市报告）。
6月30日，福建省报告新增境外输入确诊病例3例(无症状感染者转确诊1例)，其中：肯尼亚输入1例（福州市报告）、英国和台湾地区各输入1例（厦门市报告）。

### 7月
7月1日，福建省报告新增境外输入确诊病例5例，其中：台湾地区输入4例、柬埔寨输入1例（均为厦门市报告）。
7月2日，福建省报告新增境外输入确诊病例1例，为台湾地区输入（厦门市报告）。
7月3日，福建省报告新增境外输入确诊病例2例，均为台湾地区输入（厦门市报告）。
7月5日，福建省报告新增境外输入确诊病例1例，为台湾地区输入（厦门市报告）。
7月6日，福建省报告新增境外输入确诊病例1例，为台湾地区输入（厦门市报告）。
7月7日，福建省报告新增境外输入确诊病例2例，均为台湾地区输入（厦门市报告）。
7月11日，福建省报告新增境外输入确诊病例4例，为台湾地区输入（均为厦门市报告）。
7月12日，福建省报告新增境外输入确诊病例2例，为台湾地区输入（均为厦门市报告）。
7月13日，福建省报告新增境外输入确诊病例1例，为印度输入（厦门市报告）。
7月14日，福建省报告新增境外输入确诊病例1例，为台湾地区输入（厦门市报告）。
7月16日，福建省报告新增境外输入确诊病例4例（无症状感染者转确诊2例），其中：马来西亚输入1例、台湾地区输入3例（均为厦门市报告）。
7月17日，福建省报告新增境外输入确诊病例4例，其中美国输入1例、菲律宾输入1例、台湾地区输入2例（均为厦门市报告）。
7月18日，福建省报告新增境外输入确诊病例1例，为台湾地区输入（厦门市报告）。
7月19日，福建省报告新增境外输入确诊病例1例，为台湾地区输入（厦门市报告）。
7月20日，福建省报告新增境外输入确诊病例1例（无症状感染者转确诊），为日本输入（福州市报告）。
7月23日，福建省报告新增境外输入确诊病例4例，其中：泰国输入1例、台湾地区输入3例（均为厦门市报告）。
7月24日，福建省报告新增境外输入确诊病例4例，其中：英国输入1例、泰国输入1例、台湾地区输入2例（均为厦门市报告）。
7月25日，福建省报告新增境外输入确诊病例5例，其中：台湾地区输入3例、印度和荷兰各输入1例（均为厦门市报告）。
7月27日，福建省报告新增境外输入确诊病例3例，其中柬埔寨、菲律宾和台湾地区各输入1例（均为厦门市报告）。
7月28日，福建省报告新增境外输入确诊病例3例，其中泰国输入2例、美国输入1例（均为厦门市报告）。
7月29日，福建省报告新增境外输入确诊病例3例（无症状感染者转确诊1例），英国、哈萨克斯坦、台湾地区各输入1例（均为厦门市报告）。
7月30日，厦门市在按规程对入境人员主动核酸检测时发现厦门航空一名国际货运机组成员张某核酸结果呈阳性，通过扩大采样检测，发现其共同居住的3名家庭成员核酸阳性。其中新增本土确诊病例2例，新增无症状感染者2例。病例发现后，厦门启动三级应急响应，将思明区莲前街道源泉山庄A区（前埔六里1-20号）列为中风险地区，全市各类线下社会培训机构暂停对外营业，全市范围内暂停游园、灯会、庙会、花会、集市、民俗、民间信仰、文艺演出等群众性活动；暂停各类大规模群体性聚餐活动；所有在厦人员非必要不离厦。当日，福建省报告新增境外输入确诊病例2例，美国和台湾地区各输入1例（均为厦门市报告）。

### 8月
8月1日，福建省报告新增境外输入确诊病例4例（2例为无症状感染者转确诊），其中：印度尼西亚输入2例、日本输入1例（福州市报告），美国输入1例（厦门市报告）。
8月2日，福建省报告新增境外输入确诊病例1例，为菲律宾输入（厦门市报告）；新增境外输入关联确诊病例1例（厦门市报告，为无症状感染者转确诊）。
8月3日，福建省报告新增境外输入确诊病例4例（无症状感染者转确诊1例），其中：日本输入1例（福州市报告），菲律宾输入2例、台湾地区输入1例（均为厦门市报告）；新增境外输入关联确诊病例1例（厦门市报告，为无症状感染者转确诊）。
8月4日，福建省报告新增境外输入确诊病例3例，哈萨克斯坦、菲律宾和台湾地区各输入1例（厦门市报告）。
8月9日，福建省报告新增境外输入确诊病例3例（无症状感染者转确诊2例），其中：菲律宾输入2例（福州市报告），塞尔维亚输入1例（厦门市报告）。
8月11日，福建省报告新增境外输入确诊病例1例，为台湾地区输入（厦门市报告）。
8月13日，福建省报告新增境外输入确诊病例11例，其中：印度尼西亚输入10例、马来西亚输入1例（均为厦门市报告）。
8月14日，福建省报告新增境外输入确诊病例1例，为台湾地区输入（厦门市报告）。
8月15日，福建省报告新增境外输入确诊病例4例，其中：印度尼西亚输入2例（厦门市报告），菲律宾输入2例（厦门市、泉州市报告）。
8月17日，福建省报告新增境外输入确诊病例2例，菲律宾和柬埔寨各输入1例（厦门市报告）。
8月18日，福建省报告新增境外输入确诊病例4例，其中：新加坡输入1例（厦门市报告）、菲律宾输入3例（泉州市报告）。
8月19日，福建省报告新增境外输入确诊病例2例，台湾地区、日本各输入1例（均为福州市报告）。
8月20日，福建省报告新增境外输入确诊病例1例，为菲律宾输入（泉州市报告）。
8月23日，福建省报告新增境外输入确诊病例2例（1例为无症状感染者转确诊），其中：日本输入1例（福州市报告）、英国输入1例（厦门市报告）。
8月25日，福建省报告新增境外输入确诊病例1例（无症状感染者转确诊），为日本输入（福州市报告）。
8月27日，福建省报告新增境外输入确诊病例1例（无症状感染者转确诊），为美国输入（厦门市报告）。
8月28日，福建省报告新增境外输入确诊病例1例（无症状感染者转确诊），为印度尼西亚输入（厦门市报告）。
8月29日，福建省报告新增境外输入确诊病例1例，为加拿大输入（厦门市报告）。
8月30日，福建省报告新增境外输入确诊病例2例（无症状感染者转确诊1例），英国、美国各输入1例（均为厦门市报告）。
8月31日，福建省报告新增境外输入确诊病例1例，为柬埔寨输入（厦门市报告）。

### 9月
9月1日，福建省报告新增境外输入确诊病例1例，为墨西哥输入（厦门市报告）。
9月3日，福建省报告新增境外输入确诊病例2例，为泰国输入（厦门市报告）。
9月5日，福建省报告新增境外输入确诊病例1例（无症状感染者转确诊），为日本输入（福州市报告）。
9月6日，福建省报告新增境外输入确诊病例4例（无症状感染者转确诊1例），其中：日本输入1例（福州市报告）、阿联酋输入3例（厦门市报告）。
9月8日，福建省报告新增境外输入确诊病例2例（无症状感染者转确诊1例），其中：日本输入1例（福州市报告）、阿联酋输入1例（厦门市报告）。
9月9日，福建省报告新增境外输入确诊病例1例（无症状感染者转确诊），为阿联酋输入（厦门市报告）。
9月10日，莆田市仙游县应对新冠肺炎疫情工作指挥部办公室发布通报称，当日8时，仙游县发现6例核酸检测阳性人员，经专家研判疫情源头疑似为一新加坡入境人员导致的传染链条。当日福建省报告新增本土确诊病例1例（莆田市报告），报告新增本土无症状感染者4例（莆田市报告）；报告新增境外输入确诊病例2例，新加坡、喀麦隆各输入1例（均为莆田市报告）。
9月11日，福建省新增本土病例20例，其中莆田市19例、泉州市1例；本土无症状感染者18例，其中莆田市17例、泉州市1例，新增境外输入确诊病例1例（无症状感染者转确诊），为日本输入1例（福州市报告）。莆田市新增感染者中15人为小学生，泉州新增感染者在莆田市仙游县枫亭村协胜鞋厂上班，居住地在泉港区界山。
9月12日，福建省新增本土病例22例，其中莆田市15例、泉州市6例、厦门市1例；新增本土无症状感染者13例（均为莆田市报告）。厦门新增确诊病例系莆田市报告病例的密切接触者。
9月13日，福建省新增本土病例59例（其中厦门市32例、莆田市24例、泉州市3例），无症状感染者1例（莆田市），新增境外输入确诊病例1例（无症状感染者转确诊），为台湾地区输入（福州市报告）。
9月14日起，福建省新增本土病例50例（其中莆田市33例、厦门市12例、泉州市5例），无症状感染者1例（厦门市），新增境外输入确诊病例1例（无症状感染者转确诊），为日本输入（福州市报告）。
9月15日，福建省报告新增本土确诊病例48例（厦门市报告8例、泉州市报告2例、莆田市报告38例），其中无症状感染者转确诊9例。
9月16日，福建省报告新增本土确诊病例61例，其中厦门市31例、莆田市28例、泉州市1例、漳州市1例；新增本土无症状感染者6例（均在莆田市）。
9月17日，福建省新增本土病例31例，其中莆田市21例、厦门市8例、漳州市2例。
9月18日，福建省报告新增本土确诊病例43例（厦门市39例、莆田市4例）。
9月19日，福建省报告新增本土确诊病例28例（厦门市16例、泉州市5例、莆田市7例）；报告新增境外输入确诊病例1例，为罗马尼亚输入（厦门市报告）。
9月20日，福建省报告新增本土确诊病例42例（厦门市36例、泉州市1例、莆田市5例）；报告新增境外输入确诊病例2例（无症状感染者转确诊1例），英国、阿联酋各输入1例（均为厦门市报告）。
9月21日，福建省报告新增本土确诊病例13例，其中厦门市11例、莆田市2例；报告新增境外输入确诊病例2例，其中日本输入1例（福州市报告），印度尼西亚输入1例（莆田市报告）。
9月22日，福建省报告新增本土确诊病例20例（厦门市17例、莆田市3例）。
9月23日，福建省报告新增本土确诊病例15例（厦门11例、莆田市4例）；报告新增境外输入确诊病例1例，为罗马尼亚输入（厦门市报告）。当日下午，莆田市首批8名确诊患者治愈出院。
9月24日，福建省报告新增本土确诊病例2例（厦门市1例、莆田市1例）；报告新增境外输入确诊病例1例（厦门市报告）。
9月25日，福建省报告新增本土确诊病例5例（厦门市5例）。
9月26日，福建省报告新增本土确诊病例2例（厦门市2例）。
9月27日，福建省报告新增本土确诊病例2例（厦门市2例）。
9月28日，福建省报告新增本土确诊病例3例（厦门市3例）；报告新增境外输入确诊病例2例（均为厦门市报告）。
9月29日，福建省无新增本土确诊病例；报告新增境外输入确诊病例1例（厦门市报告）。

### 10月
10月2日，福建省报告新增本土确诊病例1例（厦门市1例）；报告新增境外输入确诊病例4例（厦门市报告3例、平潭综合实验区报告1例）。
10月4日，福建省报告新增境外输入确诊病例2例（均为厦门市报告）。
10月5日，福建省报告新增境外输入确诊病例1例（厦门市报告）。
10月8日，福建省报告新增境外输入确诊病例1例（厦门市报告）。
10月9日，福建省报告新增境外输入确诊病例1例（莆田市报告）。
10月11日，福建省报告新增境外输入确诊病例1例（厦门市报告）。
10月12日，福建省报告新增境外输入确诊病例1例（厦门市报告）。
10月18日，福建省报告新增境外输入确诊病例1例（福州市报告）。
10月19日，福建省报告新增境外输入确诊病例1例（厦门市报告）。
10月22日，福建省报告新增境外输入确诊病例2例（均为厦门市报告）。
10月26日，福建省报告新增境外输入确诊病例1例（厦门市报告）。
10月27日，福建省报告新增境外输入确诊病例2例（厦门市、莆田市各报告1例）。
10月29日，福建省报告新增境外输入确诊病例1例（厦门市报告）。
10月31日，福建省报告新增境外输入确诊病例3例（其中无症状感染者转确诊1例；福州市报告1例、莆田市报告2例）。

### 11月
11月1日，福建省报告新增境外输入确诊病例2例（厦门市、莆田市各报告1例）。
11月5日，福建省报告新增境外输入确诊病例3例（厦门市报告2例，莆田市报告1例）。
11月6日，福建省报告新增境外输入确诊病例1例（无症状感染者转确诊；福州市报告）。
11月7日，福建省报告新增境外输入确诊病例1例（莆田市报告）。
11月8日，福建省报告新增境外输入确诊病例1例（厦门市报告）。
11月11日，福建省报告新增境外输入确诊病例1例（厦门市报告）。
11月12日，福建省报告新增境外输入确诊病例1例（厦门市报告）。
11月14日，福建省报告新增境外输入确诊病例2例（均为厦门市报告）。
11月19日，福建省报告新增境外输入确诊病例1例（厦门市报告）。
11月24日，福建省报告新增境外输入确诊病例1例（厦门市报告）。
11月29日，福建省报告新增境外输入确诊病例1例（厦门市报告）。
11月30日，福建省报告新增境外输入确诊病例1例（厦门市报告）。

### 12月
12月5日，泉州市安溪县发现1例核酸检测结果阳性。经初步流调，其为12月3日境外入境人员。当日福建省报告新增境外输入确诊病例1例（泉州市报告）。
12月7日，福建省报告新增境外输入确诊病例3例（均为厦门市报告）。
12月8日，福建省报告新增境外输入确诊病例1例（厦门市报告）。
12月9日，福建省报告新增境外输入确诊病例3例（均为厦门市报告）。
12月11日，福建省报告新增境外输入确诊病例1例（厦门市报告）。
12月13日，福建省报告新增境外输入确诊病例2例（均为厦门市报告）。
12月15日，福建省报告新增境外输入确诊病例3例（均为厦门市报告）。
12月17日，福建省报告新增本土确诊病例1例（厦门市1例）；报告新增境外输入确诊病例1例（厦门市报告）。
12月18日，福建省报告新增境外输入确诊病例2例（均为厦门市报告）。
12月20日，福建省报告新增境外输入确诊病例5例（均为厦门市报告）。
12月22日，福建省报告新增境外输入确诊病例1例（厦门市报告）。
12月24日，福建省报告新增境外输入确诊病例1例（厦门市报告）。
12月25日，福建省报告新增境外输入确诊病例3例（均为厦门市报告）。
12月27日，福建省报告新增境外输入确诊病例2例（均为厦门市报告）。
12月28日，福建省报告新增境外输入确诊病例2例（均为厦门市报告）。
12月29日，福建省报告新增境外输入确诊病例4例（均为厦门市报告）。
12月30日，福建省报告新增境外输入确诊病例1例（厦门市报告）。
12月31日，福建省报告新增境外输入确诊病例4例（均为厦门市报告）。

## 2022年

### 1月
1月1日，福建省报告新增境外输入确诊病例9例（均为厦门市报告）。
1月2日，福建省报告新增境外输入确诊病例2例（均为厦门市报告）。
1月3日，福建省报告新增境外输入确诊病例9例（均为厦门市报告）。
1月4日，福建省报告新增境外输入确诊病例7例（均为厦门市报告）。
1月5日，福建省报告新增境外输入确诊病例6例（均为厦门市报告）。
1月6日，福建省报告新增境外输入确诊病例1例（厦门市报告）。
1月7日，福建省报告新增境外输入确诊病例4例（福州市报告1例，为无症状感染者转确诊；厦门市报告3例）。
1月8日，福建省报告新增境外输入确诊病例9例（均为厦门市报告）。
1月9日，福建省报告新增境外输入确诊病例5例（均为厦门市报告）。
1月10日，福建省报告新增境外输入确诊病例10例（均为厦门市报告）。
1月11日，福建省报告新增境外输入确诊病例4例（均为厦门市报告）。
1月12日，福建省报告新增境外输入确诊病例5例（均为厦门市报告）。
1月13日，福建省报告新增境外输入确诊病例3例（均为厦门市报告）。
1月15日，福建省报告新增境外输入确诊病例1例（厦门市报告）。
1月16日，福建省报告新增境外输入确诊病例1例（泉州市报告）。
1月17日，福建省报告新增境外输入确诊病例1例（厦门市报告）。
1月18日，福建省报告新增境外输入确诊病例1例（厦门市报告）。
1月20日，福建省报告新增境外输入确诊病例2例（均为厦门市报告）。
1月21日，福建省报告新增境外输入确诊病例4例（福州市报告无症状感染者转确诊2例、厦门市报告2例）。
1月22日，福建省报告新增境外输入确诊病例1例（厦门市报告）。
1月23日，福建省报告新增境外输入确诊病例2例（均为厦门市报告）。
1月29日，福建省报告新增境外输入确诊病例1例（厦门市报告）。
1月30日，福建省报告新增境外输入确诊病例1例（厦门市报告）。

### 2月
2月3日，福建省报告新增境外输入确诊病例1例（厦门市报告）。
2月5日，福建省报告新增境外输入确诊病例3例（均为厦门市报告）。
2月6日，福建省报告新增境外输入确诊病例1例（无症状感染者转确诊，福州市报告）。
2月9日，福建省报告新增境外输入确诊病例1例（厦门市报告）。
2月10日，福建省报告新增境外输入确诊病例10例（厦门市报告）。
2月11日，福建省报告新增境外输入确诊病例14例（厦门市报告2例、泉州市报告12例）。
2月12日，福建省报告新增境外输入确诊病例1例（厦门市报告）。
2月13日，福建省报告新增境外输入确诊病例5例（其中：福州市报告1例，为无症状感染者转确诊；厦门市报告2例；泉州市报告2例）。
2月14日，福建省报告新增境外输入确诊病例8例（均为厦门市报告）。
2月15日，福建省报告新增境外输入确诊病例6例（其中，厦门市报告5例，三明市报告1例）。
2月16日，福建省报告新增境外输入确诊病例3例（厦门市报告）。
2月17日，福建省报告新增境外输入确诊病例3例（厦门市报告）。
2月19日，福建省报告新增境外输入确诊病例4例（均为厦门市报告）。
2月20日，福建省报告新增境外输入确诊病例3例（均为厦门市报告）。
2月21日，福建省报告新增境外输入确诊病例10例（均为厦门市报告）。
2月22日，福建省报告新增境外输入确诊病例2例（均为厦门市报告）。
2月23日，福建省报告新增境外输入确诊病例6例（均为厦门市报告）。
2月24日，福建省报告新增境外输入确诊病例4例（均为厦门市报告）。
2月25日，福建省报告新增境外输入确诊病例6例（均为厦门市报告），新增本土确诊病例1例（厦门市1例），为闭环管理的境外输入关联病例。
2月26日，福建省报告新增境外输入确诊病例5例（厦门市报告4例，莆田市报告1例）。
2月27日，福建省报告新增境外输入确诊病例4例（均为厦门市报告）。
2月28日，福建省报告新增境外输入确诊病例3例（均为厦门市报告）。

### 3月
3月1日，福建省报告新增境外输入确诊病例1例（厦门市报告）。
3月2日，福建省报告新增境外输入确诊病例4例（均为厦门市报告）。
3月3日，福建省报告新增境外输入确诊病例2例（厦门市、龙岩市各报告1例）。
3月4日，福建省报告新增境外输入确诊病例16例（均为宁德市报告）。
3月5日，福建省报告新增境外输入确诊病例2例（均为厦门市报告）。
3月7日，福建省报告新增境外输入确诊病例1例（厦门市报告）。
3月8日，福建省报告新增境外输入确诊病例2例（均为厦门市报告）。
3月9日，福建省报告新增境外输入确诊病例1例（厦门市报告）。
3月10日，福建省报告新增境外输入确诊病例1例（厦门市报告）。
3月11日，福建省新增报告本土确诊病例1例（厦门市报告）。当日新增报告本土无症状感染者1例（漳州市报告）。
3月12日，福建省报告新增境外输入确诊病例1例（厦门市报告）。
3月13日，福建省报告新增境外输入确诊病例1例（厦门市报告）；新增报告本土确诊病例10例（泉州市报告），在“应检尽检”人员中发现，均为丰泽区滨海酒店员工。
3月14日，福建省报告新增境外输入确诊病例6例（均为厦门市报告）；新增报告本土确诊病例33例（泉州市31例、厦门市2例）；新增本土无症状感染者30例（泉州市30例）。
3月15日，福建省报告新增境外输入确诊病例2例（均为厦门市报告）；福建省新增报告本土确诊病例23例（泉州市21例、厦门市2例）；新增本土无症状感染者15例（泉州市15例）。
3月16日，福建省报告新增境外输入确诊病例2例（均为厦门市报告）；新增报告本土确诊病例99例（泉州市92例、厦门市5例、三明市1例、宁德市1例）；报告新增本土无症状感染者42例（泉州市41例、龙岩市1例）。
3月17日，福建省报告新增境外输入确诊病例3例（其中：福州市报告1例，为无症状感染者转确诊；厦门市报告2例）；新增报告本土确诊病例113例（泉州市111例、厦门市1例、福州市1例）；新增本土无症状感染者83例（泉州市81例、福州市1例、莆田市1例）。
3月18日，福建省报告新增境外输入确诊病例3例（均为厦门市报告）；新增报告本土确诊病例199例（泉州市191例、厦门市3例、漳州市3例、莆田市2例）；新增本土无症状感染者77例（泉州市75例、福州市1例、漳州市1例）。
3月19日，福建省报告新增境外输入确诊病例2例（均为厦门市报告）；新增报告本土确诊病例158例（泉州市138例、厦门市4例、漳州市3例、莆田市13例，其中无症状转确诊4例）；新增本土无症状感染者109例（泉州市105例、福州市3例、漳州市1例）。
3月20日，福建省报告新增境外输入确诊病例6例（均为厦门市报告）；新增报告本土确诊病例154例（泉州市129例，莆田市20例，漳州市3例，厦门市2例）；新增报告本土无症状感染者107例（泉州市101例，福州市4例，莆田市2例）。
3月21日，福建省报告新增境外输入确诊病例5例（均为厦门市报告）；福建省新增报告本土确诊病例110例（泉州市89例，莆田市16例，厦门市2例，漳州市2例，福州市1例）；新增报告本土无症状感染者110例（泉州市108例，莆田市2例）。
3月22日，福建省报告新增境外输入确诊病例6例（均为厦门市报告）；新增报告本土确诊病例110例（泉州市100例，莆田市6例，漳州市4例）；新增报告本土无症状感染者160例（泉州市144例，福州市9例，莆田市4例，漳州市3例）。
3月23日，福建省新增报告本土确诊病例69例（泉州市65例，莆田市3例，漳州市1例）。新增报告本土无症状感染者162例（泉州市157例，莆田市3例，福州市2例）。新增境外输入确诊病例3例（均为厦门市报告）。
3月24日，福建省新增报告本土确诊病例17例（泉州市17例）。新增报告本土无症状感染者153例（泉州市151例，福州市1例，漳州市1例）。新增境外输入确诊病例1例（厦门市报告）。當天晋江市一张姓男子谎称外出买菜並驾车前往當地的世纪大道附近做工，被當地警方行政拘留5天。
3月25日，福建省报告新增境外输入确诊病例1例（莆田市报告）。新增报告本土确诊病例4例（泉州市4例），新增报告本土无症状感染者157例（泉州市152例，福州市2例，南平市2例，漳州市1例）。
3月26日，福建省新增报告本土确诊病例1例（泉州市1例）。新增报告本土无症状感染者264例（泉州261例，漳州3例）。
3月27日，福建省报告新增境外输入确诊病例3例（均为厦门市报告）。新增报告本土确诊病例9例（泉州8例，南平1例），新增本土无症状感染者179例（泉州176例，漳州3例）。
3月28日，福建省报告新增境外输入确诊病例3例（厦门市报告2例，宁德市报告1例）。福建省新增报告本土确诊病例7例（泉州7例，其中无症状转确诊6例），新增本土无症状感染者124例（泉州122例，漳州2例）。
3月29日，福建省报告新增境外输入确诊病例3例（均为厦门市报告）。新增报告本土确诊病例7例（泉州6例，莆田1例；其中无症状转确诊5例）；新增本土无症状感染者85例（泉州82例，漳州2例，莆田1例）。
3月30日，福建省新增报告本土确诊病例11例（泉州8例，厦门2例，宁德1例；其中无症状转确诊6例）；新增本土无症状感染者129例（泉州121例，厦门3例，莆田3例，宁德1例，福州1例）。
3月31日，福建省报告新增境外输入确诊病例2例（厦门市报告）。新增报告本土确诊病例5例（泉州4例，宁德1例；其中无症状转确诊2例）；当日报告新增本土无症状感染者73例（泉州66例，宁德4例，福州2例，莆田1例）。

### 4月
4月1日，福建省报告新增本土确诊病例13例（泉州10例，厦门2例，漳州1例；其中无症状转确诊10例）；新增本土无症状感染者68例（泉州62例，福州4例，宁德2例）。
4月2日，福建省报告新增境外输入确诊病例3例（均为厦门市报告）；新增本土确诊病例8例（泉州7例，厦门1例；其中无症状转确诊5例）。新增本土无症状感染者42例（泉州40例，福州1例，莆田1例）。
4月3日，福建省报告新增境外输入确诊病例3例（均为厦门市报告）；新增报告本土确诊病例16例（泉州13例，厦门3例，其中无症状转确诊11例），新增报告本土无症状感染者26例（泉州25例，福州1例）。
4月4日，福建省报告新增境外输入确诊病例2例（厦门市报告1例、福州市报告1例，为无症状感染者转确诊）；新增报告本土确诊病例7例（泉州6例，厦门1例，其中无症状转确诊3例），新增报告本土无症状感染者9例（泉州7例，福州1例，宁德1例）。
4月5日，福建省报告新增境外输入确诊病例1例（厦门市报告）；新增报告本土确诊病例7例（泉州7例，均为无症状转确诊）；新增报告本土无症状感染者22例（泉州22例）。
4月6日，福建省报告新增境外输入确诊病例15例（厦门市报告）；新增报告本土确诊病例7例（泉州5例，厦门1例，宁德1例，其中无症状转确诊5例）；新增报告本土无症状感染者16例（泉州16例）。
4月7日，福建省报告新增境外输入确诊病例2例（均为厦门市报告）。新增报告本土确诊病例20例（泉州19例，厦门1例，其中无症状转确诊14例）；新增报告本土无症状感染者5例（泉州4例，福州1例）。
4月8日，福建省报告新增境外输入确诊病例2例（均为厦门市报告）；新增报告本土确诊病例3例（泉州3例，其中无症状转确诊2例）。新增报告本土无症状感染者9例（泉州9例）。
4月9日，福建省报告新增境外输入确诊病例3例（均为厦门市报告）；新增报告本土确诊病例9例（泉州8例，宁德1例，其中无症状转确诊5例），新增报告本土无症状感染者4例（泉州1例，宁德3例）。
4月10日，福建省报告新增本土确诊病例9例（泉州3例，宁德6例；其中无症状转确诊2例）；新增本土无症状感染者9例（宁德9例）。
4月11日，福建省报告新增境外输入确诊病例3例（均为福州市报告，其中无症状转确诊3例）；新增本土确诊病例4例（泉州3例，宁德1例；其中无症状转确诊2例）；新增本土无症状感染者24例（宁德23例，泉州1例）。
4月12日，福建省报告新增境外输入确诊病例1例（福州市报告，为无症状转确诊）；新增本土确诊病例7例（宁德7例，其中无症状转确诊2例）；新增本土无症状感染者7例（宁德6例，泉州1例）。
4月13日，福建省报告新增境外输入确诊病例4例（厦门市报告3例、福州市报告1例；其中无症状转确诊1例）；新增本土确诊病例9例（宁德9例，其中无症状转确诊6例）；新增本土无症状感染者15例（宁德15例）。
4月14日，福建省报告新增境外输入确诊病例6例（厦门市报告5例、福州市报告1例；其中无症状转确诊1例）；新增本土确诊病例10例（宁德9例，泉州1例；其中无症状转确诊1例；新增本土无症状感染者7例（宁德7例）。
4月15日，福建省报告新增境外输入确诊病例15例（均为厦门市报告）；报告新增本土确诊病例6例（宁德6例，其中无症状转确诊1例），新增本土无症状感染者64例（宁德61例，泉州3例）。
4月16日，福建省报告新增境外输入确诊病例1例（厦门市报告）；报告新增本土确诊病例2例（宁德2例，其中无症状转确诊1例）。新增本土无症状感染者21例（宁德21例）。
4月17日，福建省报告新增境外输入确诊病例1例（厦门市报告）；新增报告本土无症状感染者18例（宁德18例）。
4月18日，福建省报告新增境外输入确诊病例1例（厦门市报告）；新增报告本土无症状感染者6例（宁德6例）。
4月19日，福建省报告新增本土确诊病例2例（宁德2例，其中无症状转确诊2例）。
4月20日，福建省报告新增境外输入确诊病例3例（厦门市报告2例、福州市报告1例，其中无症状转确诊1例）；新增本土确诊病例1例（宁德1例，为无症状转确诊）；新增本土无症状感染者1例（宁德1例）。
4月21日，福建省报告新增境外输入确诊病例5例（均为厦门市报告）；新增本土确诊病例1例（宁德1例，为无症状转确诊）；新增本土无症状感染者1例（宁德1例）。
4月22日，福建省报告新增境外输入确诊病例4例（福州市、厦门市各报告2例，其中无症状转确诊2例）；新增报告本土确诊病例1例（厦门1例，外省入厦货车司机），新增报告本土无症状感染者1例（宁德1例）。
4月23日，福建省报告新增境外输入确诊病例1例（厦门市报告）；无报告新增本土确诊病例及本土无症状感染者。
4月24日，福建省报告新增境外输入确诊病例2例（均为厦门市报告）；新增本土确诊病例1例（宁德1例，为无症状转确诊）。
4月25日，福建省报告新增境外输入确诊病例3例（均为厦门市报告）；无报告新增本土确诊病例及本土无症状感染者。
4月26日，福建省报告新增本土确诊病例1例（南平市1例）。
4月27日，福建省报告新增境外输入确诊病例2例（厦门市报告），新增本土无症状感染者1例（宁德市1例）。
4月28日，福建省报告新增境外输入确诊病例2例（厦门市报告1例；福州市报告1例，为无症状感染者转确诊），福建省报告新增本土确诊病例1例（南平市1例）。
4月29日，福建省报告新增境外输入确诊病例4例（均为厦门市报告）；无报告新增本土确诊病例及本土无症状感染者。
4月30日，福建省报告新增境外输入确诊病例1例（厦门市报告）。

### 5月
5月1日，福建省报告新增境外输入确诊病例2例（均为厦门市报告），新增本土确诊病例1例（厦门市报告）。
5月2日，福建省报告新增境外输入确诊病例6例（厦门市报告4例、福州市报告2例，其中无症状感染者转确诊2例），新增本土确诊病例3例（厦门市3例）。
5月3日，福建省报告新增境外输入确诊病例4例（厦门市报告2例；福州市报告2例，为无症状感染者转确诊）；新增本土无症状感染者1例（福州市1例）。
5月4日，福建省报告新增境外输入确诊病例2例（厦门市报告）。
5月5日，福建省报告新增境外输入确诊病例14例（均为厦门市报告），新增本土无症状感染者1例（福州市1例）。
5月6日，福建省报告新增境外输入确诊病例2例（均为厦门市报告）。
5月7日，福建省报告新增境外输入确诊病例5例（均为厦门市报告）。
5月8日，福建省报告新增境外输入确诊病例4例（厦门市报告3例、福州市报告1例，其中无症状感染者转确诊1例）。
5月9日，福建省报告新增境外输入确诊病例1例（厦门市报告），新增本土确诊病例1例（宁德市1例）。
5月10日，福建省报告新增境外输入确诊病例11例（厦门市报告），新增本土确诊病例2例（厦门市2例），在省外入厦集中隔离人员中发现。
5月11日，福建省报告新增境外输入确诊病例4例（厦门市报告）。
5月12日，福建省报告新增境外输入确诊病例15例（厦门市报告）。
5月13日，福建省报告新增境外输入确诊病例17例（厦门市报告），新增本土确诊病例1例（厦门市1例）。
5月14日，福建省报告新增境外输入确诊病例7例（厦门市报告）。
5月15日，福建省报告新增境外输入确诊病例7例（均为厦门市报告）。
5月16日，福建省报告新增境外输入确诊病例7例（均为厦门市报告）。
5月17日，福建省报告新增境外输入确诊病例9例（厦门市报告）。
5月18日，福建省报告新增境外输入确诊病例7例（厦门市报告）。
5月19日，福建省报告新增境外输入确诊病例9例（均为厦门市报告）。
5月20日，福建省报告新增境外输入确诊病例9例（均为厦门市报告）。
5月21日，福建省报告新增境外输入确诊病例7例（均为厦门市报告），新增本土无症状感染者1例（龙岩市1例）。
5月22日，福建省报告新增境外输入确诊病例8例（均为厦门市报告），新增本土确诊病例1例（厦门市1例）。
5月23日，福建省报告新增境外输入确诊病例5例（均为厦门市报告）。
5月24日，福建省报告新增境外输入确诊病例8例（均为厦门市报告）。
5月25日，福建省报告新增境外输入确诊病例11例（均为厦门市报告）。
5月26日，福建省报告新增境外输入确诊病例8例（均为厦门市报告）。
5月27日，福建省报告新增境外输入确诊病例12例（均为厦门市报告）。
5月28日，福建省报告新增境外输入确诊病例15例（厦门市报告12例；福州市报告3例，为无症状感染者转确诊）。
5月29日，福建省报告新增境外输入确诊病例4例（均为厦门市报告）。
5月30日，福建省报告新增境外输入确诊病例7例（均为厦门市报告）。
5月31日，福建省报告新增境外输入确诊病例4例（均为厦门市报告）。

### 6月
6月1日，福建省报告新增境外输入确诊病例9例（均为厦门市报告）。
6月2日，福建省报告新增境外输入确诊病例7例（均为厦门市报告）。
6月3日，福建省报告新增境外输入确诊病例7例（均为厦门市报告）。
6月4日，福建省报告新增境外输入确诊病例8例（均为厦门市报告）。
6月5日，福建省报告新增境外输入确诊病例2例（均为厦门市报告）。
6月6日，福建省报告新增境外输入确诊病例7例（均为厦门市报告）；新增本土无症状感染者1例（漳州市1例）。
6月7日，福建省报告新增境外输入确诊病例9例（均为厦门市报告）；新增本土无症状感染者2例（漳州市2例）。
6月8日，福建省报告新增境外输入确诊病例4例（均为厦门市报告）；新增本土无症状感染者2例（福州市1例，漳州市1例）。
6月9日，福建省报告新增境外输入确诊病例2例（福州市报告1例，为无症状感染者转确诊；厦门市报告1例）；新增本土无症状感染者1例（漳州市1例）。
6月10日，福建省报告新增境外输入确诊病例4例（均为厦门市报告）；新增本土无症状感染者1例（福州市1例）。
6月11日，福建省报告新增境外输入确诊病例6例（均为厦门市报告）；新增本土无症状感染者1例（福州市1例）。
6月12日，福建省报告新增境外输入确诊病例3例（均为厦门市报告）。
6月13日，福建省报告新增境外输入确诊病例7例（均为厦门市报告）。
6月14日，福建省报告新增境外输入确诊病例5例（均为厦门市报告）。
6月15日，福建省报告新增境外输入确诊病例7例（均为厦门市报告）。
6月16日，福建省报告新增境外输入确诊病例10例（均为厦门市报告）。
6月17日，福建省报告新增境外输入确诊病例4例（均为厦门市报告）。
6月18日，福建省报告新增境外输入确诊病例9例（福州市1例，为无症状感染者转确诊；厦门市8例）。
6月19日，福建省报告新增境外输入确诊病例7例（福州市1例，为无症状感染者转确诊；厦门市6例）。
6月20日，福建省报告新增境外输入确诊病例6例（厦门市6例）。
6月21日，福建省报告新增境外输入确诊病例4例（厦门市3例；福州市1例，为无症状感染者转确诊）。
6月22日，福建省报告新增境外输入确诊病例6例（厦门市6例）。
6月23日，福建省报告新增境外输入确诊病例2例（厦门市2例）。
6月24日，福建省报告新增境外输入确诊病例5例（厦门市5例）。
6月25日，福建省报告新增境外输入确诊病例6例（福州市1例，为无症状感染者转确诊；厦门市5例）。
6月26日，福建省报告新增境外输入确诊病例4例（福州市1例，为无症状感染者转确诊；厦门市3例）。
6月27日，福建省报告新增境外输入确诊病例6例（福州市1例，为无症状感染者转确诊；厦门市5例）。
6月28日，福建省报告新增境外输入确诊病例4例（厦门市4例）。
6月29日，福建省报告新增境外输入确诊病例7例（厦门市7例）。
6月30日，福建省报告新增境外输入确诊病例7例（厦门市7例）。

### 7月
7月1日，福建省报告新增境外输入确诊病例7例（福州市1例，为无症状感染者转确诊；厦门市6例）。
7月2日，福建省报告新增境外输入确诊病例8例（福州市1例，厦门市7例）。
7月3日，福建省报告新增境外输入确诊病例5例（福州市1例，为无症状感染者转确诊；厦门市4例）。新增本土确诊病例1例（宁德市1例）。新增本土无症状感染者9例（宁德市9例）。
7月4日，福建省报告新增境外输入确诊病例8例（厦门市8例）。新增本土无症状感染者7例（宁德市7例）。经流调溯源分析和基因测序初步结果判断，霞浦疫情的病毒为奥密克戎变异株BA.2.3进化分支，系由海上作业人员与境外人员接触感染输入。
7月5日，福建省报告新增境外输入确诊病例3例（厦门市3例），新增本土确诊病例8例（宁德市8例，其中无症状感染者转确诊6例），新增本土无症状感染者6例（宁德市6例）。
7月6日，福建省报告新增境外输入确诊病例7例（厦门市7例）。新增本土确诊病例2例（宁德市2例）。新增本土无症状感染者17例（宁德市16例，漳州市1例）。
7月7日，福建省报告新增境外输入确诊病例14例（厦门市14例）。新增本土确诊病例3例（厦门市1例，宁德市2例）。新增本土无症状感染者14例（福州市1例，宁德市13例）。
7月8日，福建省报告新增境外输入确诊病例6例（厦门市6例）。新增本土确诊病例3例（漳州市1例、宁德市2例）。新增本土无症状感染者18例（漳州市3例、莆田市3例、宁德市12例）。
7月9日，霞浦县公安局通报，2022年06月24日至28日，俞某某等8人违反《渔业捕捞许可管理条例》《福建省海洋与渔业局关于实施2022年海洋伏季休渔制度》等有关规定，在禁渔期驾驶“三无”船舶出海非法捕捞水产品。回港后，俞某某被确诊为阳性病例。在霞浦县流调工作人员向俞某某进行流调时，刻意隐瞒了接触史及行程轨迹，对霞浦县疫情防控工作造成严重影响。俞某某因涉嫌非法捕捞水产品罪、妨害传染病防治罪被霞浦县公安局立案侦查，公安机关将依法追究涉案人员相关法律责任。当日福建省报告新增境外输入确诊病例7例（厦门市7例）。新增本土确诊病例1例（宁德市1例，为无症状感染者转确诊）。新增本土无症状感染者7例（福州市1例、宁德市6例）。
7月10日，福建省报告新增境外输入确诊病例10例（厦门市8例；福州市2例，为无症状感染者转确诊）。新增本土无症状感染者18例（漳州市2例、宁德市16例）。
7月11日，福建省报告新增境外输入确诊病例6例（厦门市6例）。新增本土无症状感染者11例（漳州市3例、宁德市8例）。
7月12日，福建省报告新增境外输入确诊病例8例（福州市1例，为无症状感染者转确诊；厦门市7例）。新增本土无症状感染者2例（漳州市1例，宁德市1例）。
7月13日，福建省报告新增境外输入确诊病例7例（厦门市7例）。新增本土无症状感染者1例（宁德市1例）。
7月14日，福建省报告新增境外输入确诊病例13例（厦门市13例）。报告新增本土无症状感染者3例（平潭综合实验区3例）。
7月15日，福建省报告新增境外输入确诊病例7例（福州市1例，为无症状感染者转确诊；厦门市6例）。新增本土无症状感染者1例（平潭综合实验区1例）。
7月16日，福建省报告新增境外输入确诊病例10例（厦门市10例）。新增本土无症状感染者3例（平潭综合实验区3例）。
7月17日，福建省报告新增境外输入确诊病例4例（厦门市4例）。无报告新增本土感染者。
7月18日，福建省报告新增境外输入确诊病例4例（厦门市4例）。
7月19日，福建省报告新增境外输入确诊病例6例（厦门市6例）。
7月20日，福建省报告新增境外输入确诊病例12例（厦门市12例）。
7月21日，福建省报告新增境外输入确诊病例10例（厦门市9例；福州市1例，为无症状感染者转确诊）。
7月22日，福建省报告新增境外输入确诊病例9例（厦门市6例；福州市3例，为无症状感染者转确诊）。 
7月23日，福建省报告新增境外输入确诊病例6例（厦门市6例）。
7月24日，福建省报告新增境外输入确诊病例6例（厦门市6例）。
7月25日，福建省报告新增境外输入确诊病例11例（厦门市9例；福州市2例，为无症状感染者转确诊）。
7月26日，福建省报告新增境外输入确诊病例10例（厦门市10例）。
7月27日，福建省报告新增境外输入确诊病例5例（厦门市5例）。
7月28日，福建省报告新增境外输入确诊病例14例（厦门市12例；福州市2例，为无症状感染者转确诊）。
7月29日，福建省报告新增境外输入确诊病例13例（福州市2例，为无症状感染者转确诊；厦门市11例）。
7月30日，福建省报告新增境外输入确诊病例7例（福州市3例，为无症状感染者转确诊；厦门市4例）；新增本土确诊病例1例（厦门市1例，在重点人群例行筛查中发现）。
7月31日，福建省报告新增境外输入确诊病例5例（厦门市5例）；新增本土确诊病例1例（厦门市1例）。

### 8月
8月1日，福建省报告新增境外输入确诊病例8例（福州市2例，为无症状感染者转确诊；厦门市6例）；新增本土确诊病例7例（厦门市7例）。
8月2日，福建省报告新增境外输入确诊病例10例（福州市5例，为无症状感染者转确诊；厦门市5例）。
8月3日，福建省报告新增境外输入确诊病例8例（厦门市8例）。新增本土确诊病例2例（厦门市2例）。
8月4日，福建省报告新增境外输入确诊病例18例（福州市1例，为无症状感染者转确诊；厦门市17例）。
8月5日，福建省报告新增境外输入确诊病例11例（厦门市11例）。
8月6日，福建省报告新增境外输入确诊病例8例（福州市1例，为无症状感染者转确诊；厦门市7例）。
8月7日，福建省报告新增境外输入确诊病例9例（福州市1例，为无症状感染者转确诊；厦门市8例）。同日，莆田秀屿区在对重点人群新冠病毒核酸检测时，发现4名新冠肺炎病毒初筛阳性（其中省外返秀人员3名，本地共同居住者1名），市疾控中心复核阳性。
8月8日，福建省报告新增境外输入确诊病例8例（福州市2例，为无症状感染者转确诊；厦门市6例）。新增本土确诊病例2例（莆田市2例），新增本土无症状感染者3例（莆田市3例）。
8月9日0时至12时，厦门市新增3例确诊病例（2例普通型、1例轻型），其中一人为闭环管理工作人员，2人为外地协查人员。当日福建省报告新增境外输入确诊病例3例（厦门市3例）；新增本土确诊病例8例（厦门市7例；莆田市1例，为无症状感染者转确诊）；新增本土无症状感染者2例（莆田市2例）。
8月10日，福建省报告新增境外输入确诊病例11例（厦门市11例）；新增本土确诊病例4例（厦门市3例，莆田市1例）。
8月11日，福建省报告新增境外输入确诊病例6例（厦门市6例）；新增本土确诊病例5例（厦门市5例）。
8月12日，福建省报告新增境外输入确诊病例7例（厦门市7例）；新增本土确诊病例2例（厦门市2例）。
8月13日—16日，廈門分區域開展全員核酸檢測並適當加強公共場所管理。8月13日，福建省报告新增境外输入确诊病例11例（厦门市11例）；新增本土确诊病例3例（厦门市3例），新增本土无症状感染者1例（莆田市1例）。
8月14日，福建省报告新增境外输入确诊病例5例（厦门市5例）；新增本土确诊病例6例（厦门市6例）；新增本土无症状感染者1例（莆田市1例）。
8月15日，福建省报告新增境外输入确诊病例11例（福州市1例，为无症状感染者转确诊；厦门市10例）。新增本土确诊病例11例（厦门市10例，三明市1例）。新增本土无症状感染者1例（福州市1例）。
8月16日，福建省报告新增境外输入确诊病例5例（厦门市5例）；新增本土确诊病例8例（厦门市8例）。
8月17日，福建省报告新增境外输入确诊病例17例（福州市1例，为无症状感染者转确诊；厦门市16例）；新增本土确诊病例10例（厦门市10例）。
8月18日，福建省报告新增境外输入确诊病例8例（福州市1例，为无症状感染者转确诊；厦门市7例）；新增本土确诊病例14例（厦门市10例，泉州市4例），新增本土无症状感染者2例（泉州市2例）。
8月19日，福建省报告新增境外输入确诊病例8例（福州市1例，为无症状感染者转确诊；厦门市7例）。新增本土确诊病例5例（厦门市3例；泉州市2例，其中无症状感染者转确诊1例）；新增本土无症状感染者5例（泉州市5例）。
8月20日，福建省报告新增境外输入确诊病例6例（福州市1例，为无症状感染者转确诊；厦门市5例）。新增本土确诊病例2例（厦门市2例）；新增本土无症状感染者1例（泉州市1例）。
8月21日，福建省报告新增境外输入确诊病例6例（福州市1例，为无症状感染者转确诊；厦门市5例）；新增本土确诊病例8例（泉州市8例）。
8月22日，福建省报告新增境外输入确诊病例5例（厦门市5例）。新增本土确诊病例4例（泉州市4例）。
8月23日，福建省报告新增境外输入确诊病例4例（福州市1例，为无症状感染者转确诊；厦门市3例）；新增本土无症状感染者1例（泉州市1例）。
8月24日，福建省报告新增境外输入确诊病例10例（厦门市10例）；新增本土无症状感染者1例（福州市1例）。
8月25日起，厦门市中风险区全部解除，全域实施常态化防控措施。当日福建省报告新增境外输入确诊病例13例（福州市1例，为无症状感染者转确诊；厦门市12例）；新增本土无症状感染者3例（福州市3例）。
8月26日，福建省报告新增境外输入确诊病例10例（福州市1例，为无症状感染者转确诊；厦门市9例）；新增本土无症状感染者17例（福州市17例）。
8月27日，福建省报告新增境外输入确诊病例10例（福州市1例，为无症状感染者转确诊；厦门市9例），新增本土无症状感染者5例（福州市5例）。
8月28日，福建省报告新增境外输入确诊病例6例（厦门市6例），新增本土确诊病例1例（厦门市1例）。
8月29日，福建省报告新增境外输入确诊病例5例（厦门市5例）。
8月30日，福建省报告新增境外输入确诊病例12例（福州市2例，为无症状感染者转确诊；厦门市10例）。
8月31日，福建省报告新增境外输入确诊病例10例（厦门市10例）。

### 9月
9月1日，福建省报告新增境外输入确诊病例17例（厦门市17例）。
9月2日，福建省报告新增境外输入确诊病例11例（福州市3例，为无症状感染者转确诊；厦门市8例）。
9月3日，福建省报告新增境外输入确诊病例12例（厦门市12例）。
9月4日，福建省报告新增境外输入确诊病例9例（厦门市9例）。
9月5日，福建省报告新增境外输入确诊病例12例（福州市2例，为无症状感染者转确诊；厦门市10例）。新增本土确诊病例1例（厦门市1例）。
9月6日，福建省报告新增境外输入确诊病例7例（厦门市7例）。
9月7日，福建省报告新增境外输入确诊病例8例（厦门市8例）。
9月8日，福建省报告新增境外输入确诊病例9例（厦门市9例）。新增本土无症状感染者3例（福州市3例）。
9月9日，福建省报告新增境外输入确诊病例7例（福州市1例，为无症状感染者转确诊；厦门市6例）。新增本土无症状感染者2例（福州市2例）。
9月10日，福建省报告新增境外输入确诊病例8例（厦门市8例）。
9月11日，福建省报告新增境外输入确诊病例7例（厦门市7例）。
9月12日，福建省报告新增境外输入确诊病例11例（厦门市11例）。新增本土确诊病例1例（泉州市1例）。新增本土无症状感染者1例（泉州市1例）。
9月13日，福建省报告新增境外输入确诊病例11例（厦门市11例）。
9月14日，福建省报告新增境外输入确诊病例6例（厦门市6例）。
9月15日，福建省报告新增境外输入确诊病例12例（厦门市12例）。新增本土确诊病例3例（厦门市3例）。
9月16日，福建省报告新增境外输入确诊病例12例（厦门市12例）。
9月17日，福建省报告新增境外输入确诊病例10例（厦门市10例）。新增本土确诊病例3例（厦门市3例）。
9月18日，福建省报告新增境外输入确诊病例10例（福州市1例，为无症状感染者转确诊；厦门市9例）。
9月19日，福建省报告新增境外输入确诊病例7例（厦门市7例）。
9月20日，福建省报告新增境外输入确诊病例8例（厦门市8例）。
9月21日，福建省报告新增境外输入确诊病例3例（厦门市3例）。新增本土确诊病例1例（厦门市1例）。
9月22日，福建省报告新增境外输入确诊病例10例（福州市1例，为无症状感染者转确诊；厦门市9例）。
9月23日，福建省报告新增境外输入确诊病例5例（福州市1例，为无症状感染者转确诊；厦门市4例）。
9月24日，福建省报告新增境外输入确诊病例8例（厦门市8例）。
9月25日，福建省报告新增境外输入确诊病例5例（厦门市5例）。
9月26日，福建省报告新增境外输入确诊病例13例（福州市1例，为无症状感染者转确诊；厦门市12例）。
9月27日，福建省报告新增境外输入确诊病例19例（厦门市19例）。
9月28日，福建省报告新增境外输入确诊病例10例（厦门市10例）。
9月29日，福建省报告新增境外输入确诊病例8例（厦门市8例）。新增本土确诊病例3例（厦门市2例、漳州市1例）。
9月30日，福建省报告新增境外输入确诊病例9例（厦门市9例，其中无症状感染者转确诊1例）。新增本土确诊病例1例（厦门市1例）。

### 10月
10月1日，福建省报告新增境外输入确诊病例13例（厦门市13例）。新增本土确诊病例2例（厦门市1例，泉州市1例）。
10月2日，福建省报告新增境外输入确诊病例9例（厦门市9例）。新增本土确诊病例4例（厦门市2例，泉州市2例）。
10月3日，福建省报告新增境外输入确诊病例11例（厦门市11例）。新增本土确诊病例1例（泉州市1例）。新增本土无症状感染者1例（福州市1例）。
10月4日，福建省报告新增境外输入确诊病例9例（厦门市9例）。
10月5日，福建省报告新增境外输入确诊病例9例（福州市1例，为无症状感染者转确诊；厦门市8例）。新增本土无症状感染者1例（福州市1例）。
10月6日，福建省报告新增境外输入确诊病例17例（厦门市17例）。新增本土确诊病例1例（厦门市1例）。
10月7日，福建省报告新增境外输入确诊病例12例（厦门市12例）。新增本土无症状感染者3例（福州市3例）。
10月8日，福建省报告新增境外输入确诊病例17例（厦门市17例）。新增本土无症状感染者4例（福州市4例）。
10月9日，福建省报告新增境外输入确诊病例15例（福州市3例，为无症状感染者转确诊；厦门市12例）。新增本土确诊病例5例（福州市2例，为无症状感染者转确诊；厦门市3例）。新增本土无症状感染者4例（福州市4例）。
10月10日，福建省报告新增境外输入确诊病例15例（厦门市15例）。新增本土确诊病例6例（福州市4例，为无症状感染者转确诊；厦门市2例）。新增本土无症状感染者2例（福州市2例）。
10月11日，福建省报告新增境外输入确诊病例11例（福州市2例，为无症状感染者转确诊；厦门市9例）。新增本土确诊病例3例（福州市2例，为无症状感染者转确诊；厦门市1例）。
10月12日，福建省报告新增境外输入确诊病例17例（福州市1例，为无症状感染者转确诊；厦门市16例）。新增本土确诊病例3例（福州市2例，为无症状感染者转确诊；泉州市1例）。新增本土无症状感染者2例（福州市2例）。
10月13日，福建省报告新增境外输入确诊病例22例（厦门市22例）。
10月14日，福建省报告新增境外输入确诊病例21例（福州市1例，为无症状感染者转确诊；厦门市20例）。新增本土确诊病例3例（福州市2例，为无症状感染者转确诊；厦门市1例）。新增本土无症状感染者1例（宁德市1例）。
10月15日，福建省报告新增境外输入确诊病例22例（福州市2例，为无症状感染者转确诊；厦门市20例）。
10月16日，福建省报告新增境外输入确诊病例8例（厦门市8例）。
10月17日，福建省报告新增境外输入确诊病例13例（福州市2例，为无症状感染者转确诊；厦门市11例）。
10月18日，福建省报告新增境外输入确诊病例16例（福州市2例，为无症状感染者转确诊；厦门市14例）。新增本土确诊病例1例（厦门市1例）。
10月19日，福建省报告新增境外输入确诊病例12例（厦门市12例）。新增本土确诊病例1例（龙岩市1例）。
10月20日，福建省报告新增境外输入确诊病例12例（福州市3例，为无症状感染者转确诊；厦门市9例）。新增本土无症状感染者1例（龙岩市1例）。
10月21日，福建省报告新增境外输入确诊病例16例（厦门市16例）。新增本土确诊病例1例（龙岩市1例，为无症状感染者转确诊）。
10月22日，福建省报告新增境外输入确诊病例11例（福州市1例，为无症状感染者转确诊；厦门市10例）。
10月23日，福建省报告新增境外输入确诊病例11例（厦门市11例）。新增本土无症状感染者23例（福州市20例、莆田市1例、南平市2例）。其中福州市4例在晋安区、闽清县“愿检尽检”人员中发现。截至10月24日15时，福州市累计报告54例无症状感染者，其中闭环管理人员45例，非闭环管理人员9例，基因测序为BA.5.2进化分支。福州市KTV、酒吧等人员密集型场所及密闭场所从10月23日起暂停开放一周，并对上述场所从业人员及入榕关口、交通运输行业工作人员进行全覆盖核酸检测，落实“三天两检”；福州市鼓楼区、台江区、晋安区、仓山区、闽清县分别开展全区域核酸检测，合计采样272.6万人，累积发现12支混管核酸异常，均已及时进行排查管控。
10月24日，福建省报告新增境外输入确诊病例13例（福州市2例，为无症状感染者转确诊；厦门市11例）。新增本土确诊病例1例（三明市1例）。当日报告新增本土无症状感染者56例（福州市51例、莆田市1例、南平市4例）。
10月25日，福建省报告新增境外输入确诊病例8例（厦门市8例）。新增本土确诊病例13例（南平市6例，其中无症状感染者转确诊1例；泉州市2例，莆田市4例，平潭综合实验区1例）。新增本土无症状感染者80例（福州市58例，三明市1例，莆田市9例，南平市1例，宁德市1例，平潭综合实验区10例）。
10月26日，福州市新型冠状病毒感染肺炎疫情防控工作应急指挥部決定福州全市暂停举办一切聚集性活动。福州启用海峡奥体方舱医院，专门抽调有援沪经验的精锐医护力量全面接管。当日福建省报告新增境外输入确诊病例16例（福州市1例，为无症状感染者转确诊；厦门市15例）。新增本土确诊病例31例（福州市5例，厦门市1例，漳州市1例，泉州市5例，三明市1例，莆田市5例，南平市3例，平潭综合实验区10例；其中无症状感染者转确诊17例）。新增本土无症状感染者78例（福州市63例，莆田市4例，南平市7例，宁德市2例，平潭综合实验区2例）。
10月27日，福建省报告新增境外输入确诊病例13例（厦门市13例）。新增本土确诊病例13例（厦门市1例，泉州市1例，莆田市1例，南平市10例；其中无症状感染者转确诊2例）。新增本土无症状感染者163例（福州市142例，南平市14例，平潭综合实验区7例）。
10月28日，福州全面暂停堂食。当日福建省报告新增境外输入确诊病例13例（厦门市13例）。新增本土确诊病例10例（厦门市1例，泉州市2例，南平市7例；其中无症状感染者转确诊6例）。新增本土无症状感染者94例（福州市82例，泉州市1例，南平市4例，平潭综合实验区7例）。
10月29日，福建省报告新增境外输入确诊病例14例（福州市1例，为无症状感染者转确诊；厦门市13例）。新增本土确诊病例41例（福州市39例，厦门市1例，泉州市1例；其中无症状感染者转确诊23例）。当日报告新增本土无症状感染者168例（福州市150例，南平市16例，平潭综合实验区2例）。
10月30日，福建省报告新增境外输入确诊病例11例（厦门市11例）。新增本土确诊病例12例（福州市8例，厦门市、泉州市、三明市、莆田市各1例；其中无症状感染者转确诊1例）。 新增本土无症状感染者165例（福州市158例，南平市4例，宁德市1例，平潭综合实验区2例）。
10月31日，福建省报告新增境外输入确诊病例13例（福州市3例，为无症状感染者转确诊；厦门市10例，其中无症状感染者转确诊2例）。新增境外输入无症状感染者5例（福州市3例、厦门市2例）；解除隔离3例。

## 事件
2022年10月25日，有市民在微信群表示福州将在10月28日实施全面闭环管理，并呼籲大家囤货。该市民於是被指控發佈謠言而被处以行政拘留。但随后，福州市在10月26日宣布全市暂停一切聚集性活动。